# The Freedom Song
"Freedom Song" là bài hát do Luc Reynaud sáng tác và được thu âm bởi ban nhạc của anh Luc and the Lovingtons trong album Feel the Warmth (2009). Bài hát sau đó được cover bởi ca sĩ-nhạc sĩ người Mỹ Jason Mraz với tên "The Freedom Song" và phát hành như đĩa đơn quảng bá đầu tiên từ album phòng thu thứ tư của anh, Love is a Four Letter Word (2012), vào 13 tháng 3 năm 2012.

## Danh sách track
- Tải nhạc

1. "The Freedom Song" – 4:00

## Bảng xếp hạng
| Bảng xếp hạng (2012)                     | Vị trí cao nhất |
| ---------------------------------------- | --------------- |
| Bỉ (Ultratip Flanders)                   | 86              |
| Bỉ (Ultratip Wallonia)                   | 21              |
| Canada (Hot Canadian Digital Songs)      | 73              |
| Hà Lan (Mega Single Top 100)             | 94              |
| Hoa Kỳ US Rock Digital Songs (Billboard) | 19              |

## Lịch sử phát hành
| Quốc gia | Ngày                | Định dạng | Nhãn     |
| -------- | ------------------- | --------- | -------- |
| Hoa Kỳ   | 13 tháng 3 năm 2012 | Tải nhạc  | Atlantic |